# Wálter Maladot
Wálter Alfredo Maladot (Rosario; 27 de enero de  1962) es un exfutbolista y entrenador argentino. Se desempeñaba como delantero y comenzó su carrera profesional en Rosario Central.

## Trayectoria
Su debut oficial con la camiseta auriazul sucedió el 28 de marzo de 1981, cuando Rosario Central venció a Vélez Sarsfield por 1-0, gol de Edgardo Bauza, en cotejo válido por la 8.ª fecha del Metropolitano. Tres días más tarde convirtió su primer gol, versus Argentinos Juniors; el entrenador Ángel Tulio Zof dispuso su ingreso a los 61 minutos de juego y Maladot marcó a los 78 el gol de la victoria canalla por 3-2. Se mantuvo en Central hasta 1984, alternando préstamos por River Plate de Montevideo y Unión Magdalena. Totalizó 38 partidos y 4 goles en el cuadro rosarino.
Disputó con Central Norte de Salta el Campeonato Nacional 1985; luego permaneció en el Noroeste disputando los campeonatos regionales, para Juventud Antoniana, Atlético Ledesma y Concepción Fútbol Club.
En 1991 desembarcó en el fútbol boliviano, fichando por San José de Oruro. Luego prosiguió en Universitario de Potosí, Jorge Wilstermann y Real Santa Cruz. En la temporada 1996-97 jugó para San Martín de Mendoza en su país natal, obteniendo el título en el Torneo Argentino A y el consiguiente ascenso a la Primera B Nacional.
En 2016 se desempeñó como entrenador del Club Atlético Palmira de Mendoza; actualmente se encuentra en el club pero como coordinador de divisiones inferiores y técnico de la primera local.

## Clubes

### Como jugador
| Club                      | País      | Año       |
| ------------------------- | --------- | --------- |
| Rosario Central           | Argentina | 1981-1982 |
| River Plate de Montevideo | Uruguay   | 1982      |
| Rosario Central           | Argentina | 1983      |
| Unión Magdalena           | Colombia  | 1983      |
| Rosario Central           | Argentina | 1984      |
| Central Norte (Salta)     | Argentina | 1985      |
| Gimnasia de Mendoza       | Argentina | 1986-1987 |
| Atlético Ledesma          | Argentina | 1988-1989 |
| Juventud Antoniana        | Argentina | 1989      |
| Concepción Fútbol Club    | Argentina | 1990-1991 |
| San José                  | Bolivia   | 1991      |
| Universitario de Potosí   | Bolivia   | 1992      |
| Jorge Wilstermann         | Bolivia   | 1993-1995 |
| Real Santa Cruz           | Bolivia   | 1995      |
| San Martín de Mendoza     | Argentina | 1997-1998 |

### Como entrenador
| Club              | País      | Año  |
| ----------------- | --------- | ---- |
| Jorge Wilstermann | Bolivia   | 2002 |
| Palmira           | Argentina | 2016 |

## Palmarés

### Títulos nacionales
| Título             | Club                  | País      | Año     |
| ------------------ | --------------------- | --------- | ------- |
| Torneo Argentino A | San Martín de Mendoza | Argentina | 1996-97 |